# Pațalî, Ciornuhî
Pațalî (în ucraineană Пацали) este un sat în comuna Postav-Muka din raionul Ciornuhî, regiunea Poltava, Ucraina.

## Demografie
Componența lingvistică a localității Pațalî
     Ucraineană (97,78%)
     Rusă (2,22%)
Conform recensământului din 2001, majoritatea populației localității Pațalî era vorbitoare de ucraineană (97,78%), existând în minoritate și vorbitori de rusă (2,22%).